# Rathaus Luckau

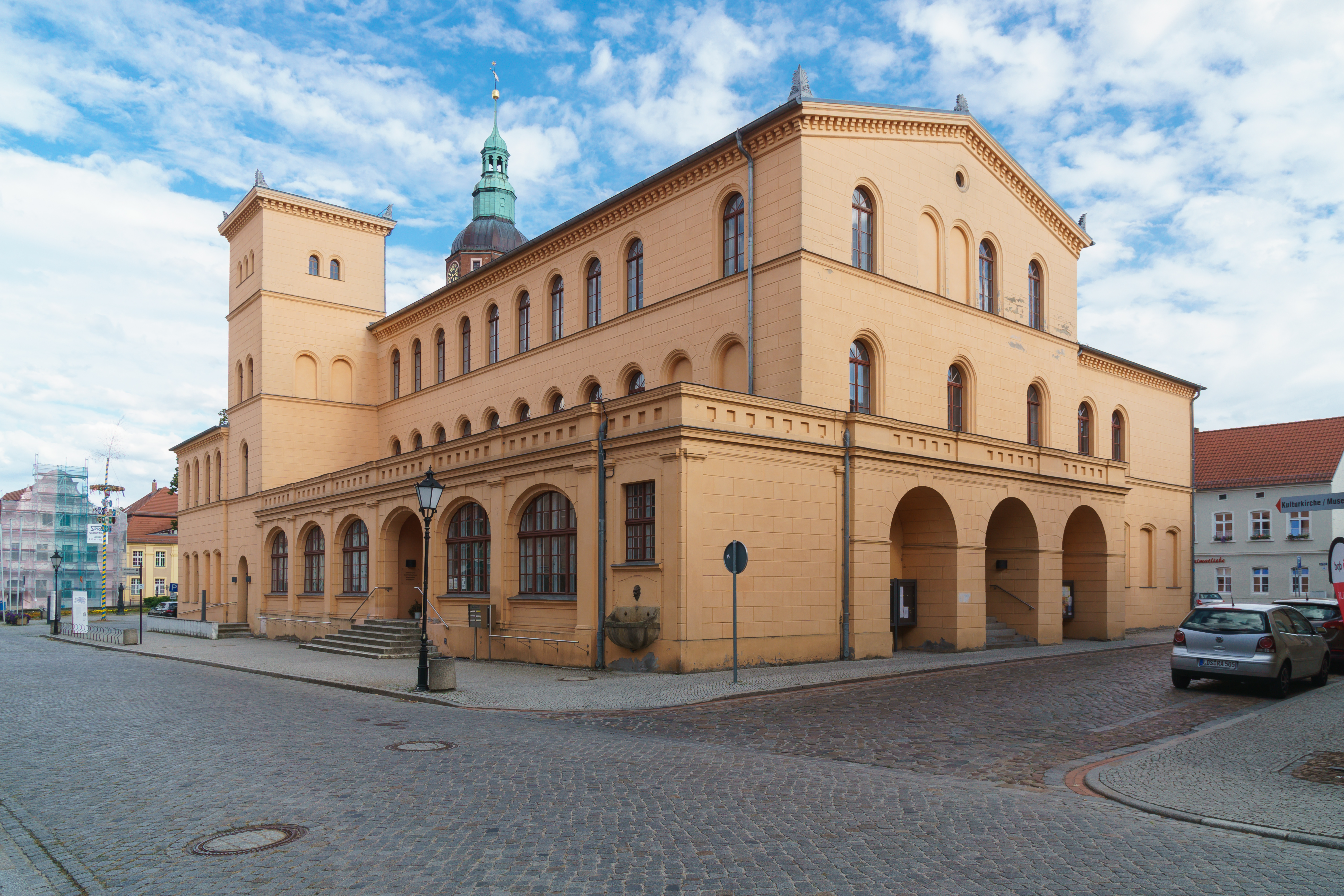
Rathaus Luckau (2018)

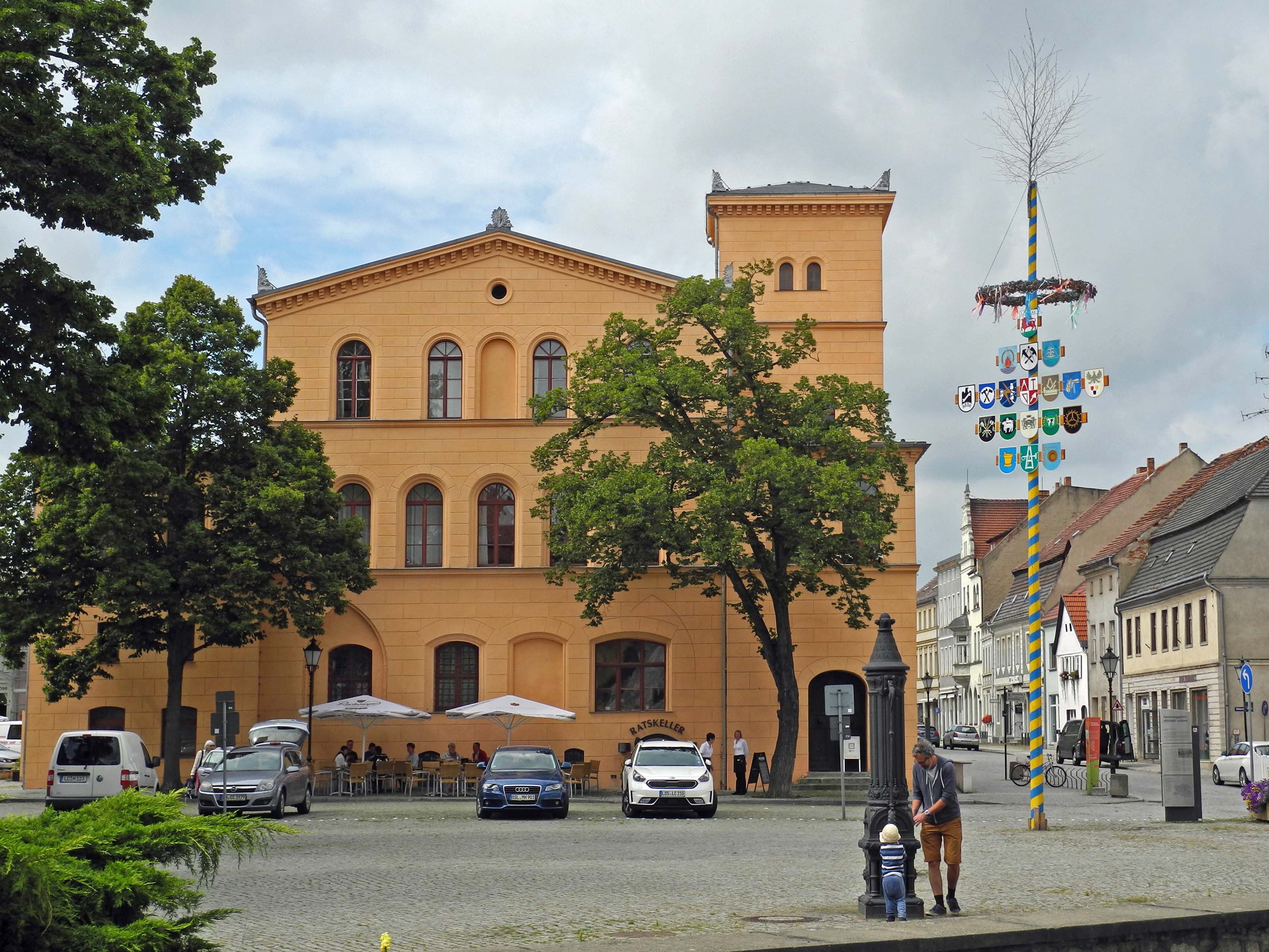
Ansicht vom Marktplatz (2017)

Das Rathaus Luckau ist das Verwaltungsgebäude der Stadt Luckau im Landkreis Dahme-Spreewald in Brandenburg. Es wurde nach einem Brand im Jahr 1675 neu aufgebaut und seitdem durchgehend für seinen bestimmten Zweck genutzt. Das Rathaus ist ein eingetragenes Baudenkmal in der Denkmalliste des Landes Brandenburg.

## Geschichte und Architektur
Am 28. Mai 1403 wurde erstmals ein Rathaus in Luckau erwähnt. Dieses wurde 1644 bei einem Brand zunächst beschädigt, acht Jahre später brannte es vollständig nieder. In der folgenden Zeit wurde das Rathaus im Stil der Spätrenaissance neu aufgebaut, am 11. November 1675 wurde der Knopf auf dem Rathausturm aufgesetzt. Zwischen 1694 und 1698 wurde das Gebäude schrittweise erweitert, unter anderem wurde ein Scheffelmaß am Eingang angebaut. Nach der Abschaffung der Patrimonialgerichte und der Einführung des königlichen Kriegsgerichts in Luckau im Jahr 1849 wurde der Rathausbau bis 1852 aufgestockt, um der steigenden Verwaltungsaufgaben gerecht zu werden, dabei erhielt das Gebäude sein heutiges Erscheinungsbild.
Im Jahr 1913 wurde das Rathaus im Inneren umgestaltet und die Räume neu aufgeteilt. Ab 1939 begannen Planungen zur Erweiterung des Gebäudes, die jedoch unter anderem aufgrund des kurz danach ausgebrochenen Zweiten Weltkrieges nicht weiter verfolgt wurden. Im Jahr 1969 wurde die Fassade erneuert, eine tiefgreifende Restaurierung des Rathauses wurde zwischen 1996 und 1997 durchgeführt. Dabei wurden die Fassade, die Fenster, das Dach und die sanitären Einrichtungen instand gesetzt, die Heizung und die elektronischen Anlagen erneuert und das Rathaus barrierefrei ausgebaut. Am 30. November 1996 wurde der Ratskeller wiedereröffnet.

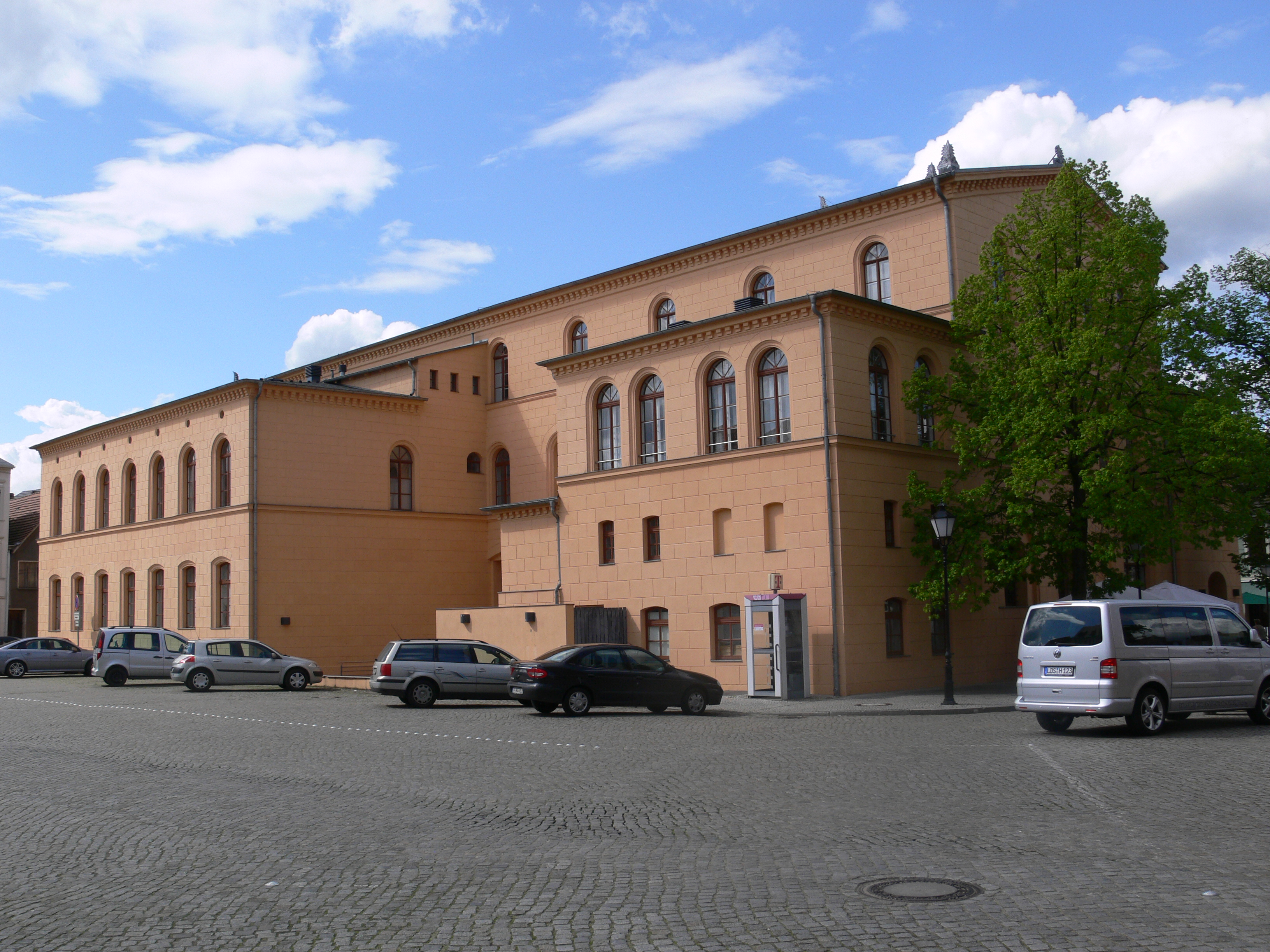
Ansicht von Süden (2008)

Das Äußere des Rathauses wird durch Quaderputz, Gurtgesimse und ein Hauptgesims mit Zahnfries gegliedert. Die Fenster sind im Erdgeschoss flach- und in den oberen Geschossen rundbogig. Die mit Pilastern gestützten Arkaden wurden 1922 vermauert und dort Fenster eingesetzt. Der niedrige viergeschossige Rathausturm wurde im Rahmen der Aufstockung angebaut, die beiden unteren Geschosse sind Teil eines historischen Anbaus aus dem 17. Jahrhundert. Im Inneren ist der gewölbte ehemalige Ratskeller von dem gotischen Vorgängerbau erhalten. Der 1852 gebaute Rathaussaal nahm ursprünglich den gesamten Mittelbau des Rathauses ein, 1922 wurde ein Teil des Saals als Flur abgetrennt.